# William Henry Phelps
William Henry Phelps (New York, 14 giugno 1875 – Caracas, 8 dicembre 1965) è stato un ornitologo ed esploratore statunitense.
Visitò il Venezuela nel 1896, tanto da appassionarsi a questo paese. Redasse la cartografia delle montagne e dei fiumi della parte meridionale di questo paese, scoprendo centinaia di nuove specie di uccelli tropicali.
Oltre a centinaia di articoli ornitologici pubblicò la Lista de Aves de Venezuela, con su Distribución, tuttora considerata l'opera più completa riguardante gli uccelli del Venezuela.
In suo onore una delle più alta vette della Guayana venezuelana (Pico Phelps) prese il suo nome.
Era padre di William Henry Phelps Jr.

## Opere
- Descripción de seis aves de Venezuela y notes sobre veinticuatro adiciones a la avifauna del Brasil Bol. Soc. Venez. Cienc. Nat. 11:52-74. (1948) con William Henry Phelps Jr
- Cuarentinueve aves nuevas para la avifauna brasileña dell Cerro Uei-Tepui (Cerro del Sol) Bol. Soc. Venez. Cienc. Nat. 101:32-39. (1962)  con William Henry Phelps Jr
- Lista de Aves de Venezuela, con su Distribución